# Djurgårdens IF Fotboll 1975
Djurgårdens IF Fotboll, spelade i allsvenskan 1975. DIF slutade på en 3:e plats i serien och blev bäst i Stockholm.
Publiksnittet på hemmamatcherna denna säsong var 7940. 
Interna skytteliga vinnare med 11 gjorda mål: Harry Svensson.